# Alexander (Iščein)
Alexander (vlastním jménem: Alexandr Gennaděvič Iščein; 13. června 1952, Jaroslavl – 10. června 2021, Baku) byl kněz Ruské pravoslavné církve a arcibiskup Baku a Ázerbájdžánu.

## Život
Narodil se 13. června 1952 v Jaroslavli v dělnické rodině.
Roku 1969 dokončil střední školu a nastoupil na Leningradský chemicko-farmaceutický institut.
Roku 1975 byl postřižen na monacha a rukopoložen na jerodiákona. Dne 19. prosince 1975 byl vysvěcen na presbytera a dokončil Moskevskou duchovní akademii.
Čtyři roky působil jako představený Uspenského chrámu v Mozdoku v Severní Osetii-Alanii.
Roku 1988 byl povýšen na archimandritu.
Roku 1995 se stal představeným katedrálního soboru Narození Bohorodice v Baku.
Dne 28. prosince 1998 jej Posvátný synod zvolil biskupem Baku a Prikapsije. Dne 14. ledna 1999 přijal z rukou patriarchy Alexije II. biskupské svěcení (chirotonii) a spolusvětitelé byli metropolita Juvenalij (Pojarkov), metropolita Pitirim (Něčajev), arcibiskup Sergij (Fomin), arcibiskup Valentin (Miščuk), arcibiskup Arsenij (Jepifanov), biskup Tichon (Jemjeljanov), biskup Alexij (Frolov) a biskup Sáva (Volkov).
Dne 22. března 2011 bylo rozhodnuto o posvátném synodu, protože Dagestán byl přeložen do obnovené Vladikavkazské diecéze, se stal biskupem Baku a Ázerbájdžánu.
Dne 18. července 2012 v katedrále Nanebevzetí Panny Marie Trojicko-sergijevské lávry byl povýšen na arcibiskupa.
Zemřel 10. června 2021 po dlouhodobé onkologické nemoci. Pohřben byl v Aleji cti v Baku.

## Řády a ocenění
Církevní
- Řád kříže přp. Eufrosina Polockého – Běloruská pravoslavná církev (2012)
- Řád svatého knížete Daniela Moskevského – 3. třídy
- Řád svatého Sergia Radoněžského – 2. řídy
- Medaile svatého Marka Efezského – 1. tídy (2017)

Světské
- Řád přátelství – Rusko, 10. dubna 2017 – za velký přínos k podpoře ruské diaspory, plodnou činnost k posílení vzájemného mezináboženského porozumění, přátelství a spolupráce mezi Ruskem a Ázerbájdžánem[3]
- Řád slávy – Ázerbájdžán, 12. června 2002 – za služby pro veřejný život v Ázerbájdžánu[4]
- Řád přátelství – Ázerbájdžán, 11. června 2012 – za služby pro rozvoj přátelských vztahů mezi obyvateli Ázerbájdžánu a Ruska[5]